# لويس أنطوان دو بوغنفيل
لويس أنطوان دو بوغنْڤيل (1729- 1811 م) هو ملاح ومستكشف فرنسي. قاد أول بعثة فرنسية أبحرت حول العالم (1766- 1769م). سُمّيت على اسمه جزيرة بوغنفيل، وكذلك جنس النبات المعروف بالبوغَنْفيليّة.

## روابط خارجية
- لويس أنطوان دو بوغنفيل على موقع الموسوعة البريطانية (الإنجليزية)